# Псарра, Эвангелия
Эвангелия Псарра (греч. Ευαγγελία Ψάρρα; род. 17 июня 1974, Салоники) — греческая лучница, выступающая в стрельбе из олимпийского лука. Участница шести подряд Олимпийских игр с 2000 по 2020 годы.

## Биография
Эвангелия Псарра родилась 17 июня 1974 года.
Владеет английским и греческим языками.

## Карьера
Эвангелия Псарра началия заниматься стрельбой из лука в возрасте 12 лет в Греции.
В 2001 году выступила на чемпионате мира в Пекине, где в индивидуальном первенстве стала лишь 73-й.
На летних Олимпийских играх 2004 года Псарра участвовала в женских соревнованиях и была надеждой Греции на медаль. Ранее она стала восемнадцатой на чемпионате мира 2003 года.
На Олимпиаде в Афинах в предварительном раунде Эвангелия показала результат 652 очка за 72 выстрела. В первом раунде плей-офф она попала на Джо-Энн Гэлбрейт из Австралии, занявшей 57-е место в рейтинговом раунде. Псарра победила со счётом 138:116, после чего попала на турецкую лучницу Зекие Кескин Сатир и тоже одержала победу 163:161. В третьем раунде Псарра победила Альмудену Галлардо из Испании со счётом 160:152 и вышла в четвертьфинал, где встретилась с Пак Сон Хён из Южной Кореи, которую победить не смогла, уступив 101:111. При этом гречанка отметила, что не разочарована результатом Также Псарра участвовала в командном турнире, где с греческой командой заняла пятое место.
На летних Олимпийских играх 2008 года в Пекине Псарра завершила рейтинговый раунд с 613 очками на 50-м место в финальной сетке соревнований, в которой она столкнулась с Чэнь Лин в первом раунде. Уже в первом раунде Псарра потерпела поражение со счётом 101:110.
Эвангелия Псарра проиграла Бомбайле Деви Лайшрам из Индии в первом раунде плей-офф на летних Олимпийских играх 2012 года.
В 2015 году Псарра приняла участие на чемпионате мира в Копенгагене, где в миксте заняла 40-е место, в команде выбыла на стадии 1/32 финала, а в индивидуальном турнире завершила соревнования уже в первом раунде.
Псарра квалифицировалась на летние Олимпийские игры 2016 года на последнем квалификационном турнире в Анталии в июне 2016 года, на котором разыгрывались оставшиеся шесть квот. Изначально гречанка не проходила отбор, так как уступила в четвертьфинале и по дополнительным показателям была слабее испанки Адрианы Мартин (126 очков против 128). Однако снятие лучницы из Кот-д’Ивуара в июле освободило одну олимпийскую лицензию, которая отошла Греции. Впоследствии Национальный олимпийский комитет Греции включил в сборную 42-летнюю Псарру на пятые Олимпийские игры.
Псарра в Рио-де-Жанейро завершила рейтинговый раунд на 55-м месте. Она вновь уступила в первом же раунде плей-офф лучнице из Японии Каори Каванака со счётом 3:7. После Олимпийских игр экипировка и оружие Псарры было выставлено на экспозицию в Олимпийском музее в Лозанне.
В 2019 году Псарра приняла участие на чемпионате мира в Хертогенбосе, но в индивидуальном турнире проиграла уже в первых раундах и стала 57-й. В миксте заняла 51-е место. В том же году она выступила на Европейских играх в Минске, где в индивидуальном первенстве выбыла уже на стадии 1/32 финала. В миксте стала 24-й.
В 2021 году приняла участие на чемпионате Европы в Анталии, но дальше 1/32 финала в индивидуальном турнире пройти не смогла. В миксте стала девятой, в команде - семнадцатой.
Эвангелия Псарра приняла участия на шестых для себя Олимпийских играх в Токио, которые из-за пандемии коронавируса были перенесены на 2021 год. Квалификацию на это соревнование она прошла по итогам отборочного турнира, который проходил в рамках этапа Кубка мира в Париже. После предварительного раунда греческая лучница занимала 44-е место, и в первом раунде индивидуального турнира попала на тайваньскую спортсменку Линь Цзяэнь, которой уступила со счётом 4:6.